# Linopodius acutipennis
Linopodius acutipennis är en skalbaggsart som beskrevs av Leon Fairmaire 1896. Linopodius acutipennis ingår i släktet Linopodius och familjen långhorningar.
Artens utbredningsområde är Madagaskar. Inga underarter finns listade i Catalogue of Life.